# Гулак-Артемовский, Пётр Петрович
Пётр Петро́вич Гула́к-Артемо́вский (16 [27] января 1790, Городище, Корона Королевства Польского — 1 [13] октября 1865, Харьков, Российская империя) — украинский поэт, писатель, переводчик, педагог, историк, филолог. Родоначальник украинской сатиры и баллады. Профессор, декан словесного факультета и ректор Императорского Харьковского университета. Наряду с Иваном Котляревским Пётр Гулак-Артемовский принадлежит к числу украинских писателей, получивших всероссийское признание.

## Происхождение
Родился 16 (27) января 1790 года в семье Петра Артемовского, священника Городищенской Свято-Покровской церкви. Местом его рождения называют как Городище, так и Смелу. Оба места расположены на Черкасчине — в старинном гнезде казаков-черкас. Дворянские роды Гулак и Гулак-Артемовские непосредственно происходят от наказного полковника и генерального обозного Запорожского казачьего войска Ивана Гулака (1629—1682). П. П. Гулак-Артемовський приходится генеральному обозному потомком в пятом-шестом поколении.

Родовой герб Гулаков-Артемовских «Лук»

В конце XVII века дед писателя, дворянин Патрикий Гулак, поселился в местечке Городище, где основал хутор Гулаковщина (Гулакивщина), занимавший 36 десятин. Его сын, Пётр Патрикиевич Гулак, перешёл в духовное звание. По законам Российской империи, священники из дворян сохраняли за собой, так сказать, «спящее дворянство», и дети их от рождения были дворянами, а не поповичами… Незадолго до своего рукоположения Пётр Патрикиевич женился на польке из шляхетского рода Артемовских и за казацко-польскими детьми закрепилась двойная фамилия: Гулак-Артемовские.
Пётр Патрикиевич Гулак большую часть жизни прослужил священником Городищенской церкви Покрова Божией Матери, основанной в 1742 году.

## Биография
Пётр Петрович Гулак-Артемовский на двенадцатом году был помещён в Киевскую духовную академию. В 1813 году он, после прохождения семинарского курса, оставил академию и в течение четырёх лет преподавал в частных пансионах Бердичева: был домашним учителем у богатых польских помещиков (Потоцких и др.). В 1817 году переехал в Харьков и поступил в Императорский Харьковский университет вольнослушателем словесного отделения философского факультета. По ходатайству попечителя Харьковского учебного округа графа С. О. Потоцкого, Гулак-Артемовский был утверждён университетским советом лектором польского языка. В мае 1820 году скончался крупный историк, профессор Харьковского университета Г. П. Успенский и Гулак-Артемовскому, также по особому ходатайству, с сентября было поручено преподавание русской истории, географии и статистики.
В 1821 году он защитил магистерскую диссертацию «О пользе истории вообще и преимущественно отечественной и о способе преподавания последней» и получил степень магистра. Через два года был избран адъюнктом русской истории и статистики. Курс исторических лекций Гулак-Артемовский читал по учебнику Константинова — «Учебной книге истории государства Российского», существенно, при этом, дополнив его новыми фактами и внося в изложение художественный элемент, что привлекало массу «посторонних» слушателей.
С 1825 года Гулак-Артемовский — экстраординарный профессор Харьковского университета. С 1828 года — ординарный профессор. С 31 января по 27 июля 1828 года Гулак-Артемовский, кроме основного предмета — русской истории, читал лекции по эстетике, истории русской словесности и сравнительному обзору славянских языков. По его инициативе в Харьковском университете была учреждена кафедра польского языка. По воспоминаниям Измаила Ивановича Срезневского (тогда — студента Харьковского университета), Пётр Петрович был его «первым руководителем в изучении славянской старины и наречий».
В издаваемом Харьковским университетом «Украинском журнале» Гулак-Артемовский поместил в 1825 году свой перевод отрывка из древней чешской поэмы «Суд Любуши» — «Царский стол». Позднее выяснилось, что «Суд Любуши» — ловкая литературная мистификация XIX века.
В 1829, а также в 1833 и 1837 годах Гулак-Артемовский избирался деканом словесного факультета Харьковского университета.
С 1818 года он также состоял преподавателем в Институте благородных девиц, с 1831 года — инспектором института, в устройстве которого участвовал лично, так же как и в преобразовании Полтавской гимназии по новому уставу 1831 года.
С 26 декабря 1841 по 1849 год Гулак-Артемовский — ректор Харьковского университета. В 1843 году получил чин действительного статского советника.
В последние годы жизни написал ряд лирических произведений в народном песенном духе ( при жизни автора не были опубликованы) — «Не виглядай, матусенько, в віконечко», «До Любки» (переведена на русский язык А. Фетом), «Текла річка невеличка».
Уроженец Гетманщины, Пётр Петрович Гулак-Артемовский скончался 13 октября 1865 года в слобожанском Харькове, который стал для него родным. Похоронен на Иоанно-Усекновенском кладбище, невдалеке от которого он жил. Памятник, установленный его вдовой, во время Второй мировой войны был разрушен. Памятник харьковчане восстановили в 1945 году. Сегодня — это одно из немногих уцелевших и восстановленных надгробий старого кладбища, превращённого в Молодёжный парк.

### Творческие достижения
- В истории украинской литературы значение Гулак-Артемовского определяется его положением следующего за И. П. Котляревским поэта, который, используя творческие методы последнего (бурлеск, травестия), попытался ввести в украинскую литературу ряд новых жанров (баллады: «Твардовский» («Твардовський» — перевод из А. Мицкевича, опубликована в журнале «Славянин» в 1827 году[9]), «Рыбак» («Рибалка» — перевод из И. В. Гёте).
- В басне «Пан та собака» (напечатана в 1818 г. в «Украинском Вестнике») Гулак-Артемовский обличал крепостное право.
- В стихотворении «Мудрость» (1819) он воспел мудрость и милость Провидения.
- В басне «Солопий та Хивря» (1819) Гулак-Артемовский выказал себя горячим поборником равноценных систем мужского и женского образования.
- В годы Крымской войны написал цикл патриотических стихов.
- В стихотворении «Упадок века» (1856) выразил мысль о незыблемости христианской иерархии мира.

## Произведения
- Отец да сын (Батько та син, 1827) — сатирическая басня.
- Две птички в клетке (Дві пташки в клітці).
- Настоящая доброта (Справжня добрість).
- Любопытный и молчун (Цікавий і мовчун).
- Пан да собака (Пан та собака, 1818) — сатирическая басня.
- Рыбак (Рибалка) — сатирическая баллада.
- Солопий да Хивря (Солопий та Хивря, 1819) — сатирическая басня.
- Твардовский (1827) — сатирическая баллада.
- Тютхий да Чванько (Тютхий та Чванько).
- Упадок века (1856) — стихотворение.

Относительно полное собрание его произведений было издано в 1878 году в Киеве, под заглавием: «Кобзарь Гулак-Артемовского» (под редакцией профессора Потебни). В 1904 году «Кобзарь Гулак-Артемовского» был в более полном виде переиздан во Львове (под редакцией Романчука).
Современные издания:
- Поетичні твори. — Київ: Наукова думка, 1984. (укр.)
- Поезії / П. Гулак-Артемовський; [упоряд., авт. передмови і приміт. Б. А. Деркач] — Київ: Дніпро, 1989. (укр.)